# Pia Benecke
Pia Benecke (* 15. Oktober 1988 in Stralsund als Pia Marxkord) ist eine ehemalige deutsche Fußballspielerin. Als Mittelfeldspielerin spielte sie in der Bundesliga für den 1. FFC Turbine Potsdam sowie den VfL Wolfsburg und wurde 2007 mit der deutschen U19-Nationalmannschaft Europameisterin.

## Werdegang
Marxkord begann ihre Karriere im Alter von sieben Jahren beim FC Pommern Stralsund. 1998 wechselte sie zum SSV Grün-Weiß Greifswald, bevor sie im Jahre 2001 zum 1. FFC Turbine Potsdam wechselte. Sie spielte dort zunächst in der Jugend und später in der zweiten Mannschaft des Vereins. Zudem kam sie in mehreren Jugend-Auswahlmannschaften des DFB zum Einsatz. 2007 gehörte sie dem Kader der U19-Nationalmannschaft für die Europameisterschaft an und wurde mit der Mannschaft Europameisterin. Sie selbst kam während des Turniers im Gruppenspiel gegen Islands U19 zu einem Einsatz.
Bei Turbine Potsdam rückte sie anschließend in den Kader der Bundesligamannschaft auf und absolvierte in ihrer ersten Saison 2007/08 insgesamt 16 Spiele, davon 14 von Beginn an. In der darauf folgenden Saison 2008/09 kam Marxkord zunächst nur in der zweiten Mannschaft zum Einsatz. Während der Winterpause wechselte sie im Januar 2009 zum Bundesligisten VfL Wolfsburg, da sie dort bessere sportliche und berufliche Perspektiven sah. Nach 17 Bundesliga-Einsätzen in den folgenden zweieinhalb Jahren spielte sie ab Sommer 2011 in der zweiten Mannschaft des Vereins. Dort erreichte sie am Ende der Saison 2012/13 mit der Mannschaft den Aufstieg aus der Regionalliga Nord in die 2. Bundesliga.

## Erfolge
- U-19-Europameisterin 2007

## Privat
Pia Benecke war Schülerin am Potsdamer Sportgymnasium.